# Mathews Bridge
Mathews Bridge – kratownicowy most drogowy w Jacksonville, w stanie Floryda, nad rzeką St. Johns. Znajduje się w ciągu drogi stanowej 115. Otwarcie mostu miało miejsce 15 kwietnia 1953. Całkowita długość wynosi 2248,2 m.